# Kyle Quincey
Kyle Quincey, född 12 augusti 1985, är en kanadensisk före detta professionell ishockeyback som spelade i National Hockey League (NHL) för lagen Detroit Red Wings, Los Angeles Kings, Colorado Avalanche, New Jersey Devils, Columbus Blue Jackets och Minnesota Wild.
Quincey valdes som 132:e spelare totalt av Detroit Red Wings i NHL Entry Draft 2003.
1 juli 2017 skrev han på ett ettårskontrakt med Minnesota Wild som unrestricted free agent.
Han skrev på för finska HIFK den 28 augusti 2018.

## Statistik

### Klubbkarriär
| 2001–02    | Mississauga Chargers  | OPJHL      | 27  | 5  | 14  | 19  | 31  | —  | — | —  | —  | —  |
| 2002–03    | London Knights        | OHL        | 66  | 6  | 12  | 18  | 77  | 14 | 3 | 4  | 7  | 11 |
| 2003–04    | London Knights        | OHL        | 3   | 0  | 2   | 2   | 4   | —  | — | —  | —  | —  |
| 2003–04    | Mississauga IceDogs   | OHL        | 61  | 14 | 23  | 37  | 135 | 24 | 3 | 13 | 16 | 32 |
| 2004–05    | Mississauga IceDogs   | OHL        | 59  | 15 | 31  | 46  | 111 | 5  | 0 | 3  | 3  | 4  |
| 2005–06    | Detroit Red Wings     | NHL        | 1   | 0  | 0   | 0   | 0   | —  | — | —  | —  | —  |
| 2005–06    | Grand Rapids Griffins | AHL        | 70  | 7  | 26  | 33  | 107 | 16 | 0 | 1  | 1  | 27 |
| 2006–07    | Detroit Red Wings     | NHL        | 6   | 1  | 0   | 1   | 0   | 13 | 0 | 0  | 0  | 2  |
| 2006–07    | Grand Rapids Griffins | AHL        | 65  | 4  | 18  | 22  | 126 | 2  | 0 | 0  | 0  | 0  |
| 2007–08    | Detroit Red Wings     | NHL        | 6   | 0  | 0   | 0   | 4   | —  | — | —  | —  | —  |
| 2007–08    | Grand Rapids Griffins | AHL        | 66  | 5  | 15  | 20  | 149 | —  | — | —  | —  | —  |
| 2008–09    | Los Angeles Kings     | NHL        | 72  | 4  | 34  | 38  | 63  | —  | — | —  | —  | —  |
| 2009–10    | Colorado Avalanche    | NHL        | 79  | 6  | 23  | 29  | 76  | 6  | 0 | 0  | 0  | 8  |
| 2010–11    | Colorado Avalanche    | NHL        | 21  | 0  | 1   | 1   | 18  | —  | — | —  | —  | —  |
| 2011–12    | Colorado Avalanche    | NHL        | 54  | 5  | 18  | 23  | 60  | —  | — | —  | —  | —  |
| 2011–12    | Detroit Red Wings     | NHL        | 18  | 2  | 1   | 3   | 29  | 5  | 0 | 2  | 2  | 6  |
| 2012–13    | Denver Cutthroats     | CHL        | 12  | 2  | 9   | 11  | 6   | —  | — | —  | —  | —  |
| 2012–13    | Detroit Red Wings     | NHL        | 36  | 1  | 2   | 3   | 18  | 14 | 0 | 2  | 2  | 12 |
| 2013–14    | Detroit Red Wings     | NHL        | 82  | 4  | 9   | 13  | 88  | 5  | 0 | 0  | 0  | 2  |
| 2014–15    | Detroit Red Wings     | NHL        | 73  | 3  | 15  | 18  | 77  | 7  | 0 | 3  | 3  | 4  |
| 2015–16    | Detroit Red Wings     | NHL        | 47  | 4  | 7   | 11  | 36  | 4  | 0 | 1  | 1  | 4  |
| 2016–17    | New Jersey Devils     | NHL        | 53  | 4  | 8   | 12  | 39  | —  | — | —  | —  | —  |
| 2016–17    | Columbus Blue Jackets | NHL        | 20  | 2  | 1   | 3   | 12  | 2  | 0 | 1  | 1  | 2  |
| 2017–18    | Minnesota Wild        | NHL        | 18  | 0  | 3   | 3   | 28  | —  | — | —  | —  | —  |
| 2018–19    | HIFK                  | Liiga      | 35  | 5  | 8   | 13  | 58  | 12 | 1 | 6  | 7  | 12 |
| NHL totalt | NHL totalt            | NHL totalt | 586 | 36 | 122 | 158 | 548 | 56 | 0 | 9  | 9  | 40 |

### Internationellt
| År   | Lag            | Turnering |   | Matcher | Mål | Assist | Poäng | Utv |
| ---- | -------------- | --------- | - | ------- | --- | ------ | ----- | --- |
| 2002 | Canada Ontario | U17       | 5 | 0       | 1   | 1      | 6     |     |
| 2012 | Kanada         | VM        | 6 | 0       | 0   | 0      | 4     |     |